# Софрон
Софро́н (др.-греч. Σώφρων) — мужское имя греческого происхождения, состоящее из частей «сос» (др.-греч. Σῶς) — цельный, неповреждённый и «фрон» (др.-греч. φρων) — дух, разум. В переводе с древнегреческого языка имя означает «благоразумный», «здравомыслящий», «мудрый», «разумный» человек. Это имя носят несколько святых.
Именины Софрона отмечаются 11 и 24 марта.
Женская форма — Софрония.

## Распространённость
В 1990-е годы имя считалось редким, а в 2000-е годы не числится среди 100 наиболее распространённых мужских имён.

## Известные носители имени
- Софрон Сиракузский — древнегреческий драматург (время расцвета ок. 430 до н. э.).
- Софрон (Мудрый) (1923—2014) — украинский религиозный деятель, епископ-эмерит Ивано-Франковской епархии УГКЦ, василианин.
- Софроний Иерусалимский — иерусалимский патриарх, католический и православный святой.
- Софроний Врачанский — православный болгарский епископ и писатель.